# Krakatoa
Il Krakatoa (in indonesiano: Krakatau) è un vulcano allo stato di caldera attiva dell'isola indonesiana di Rakata, posto nello stretto della Sonda fra le isole di Sumatra e Giava. Il nome Krakatoa viene anche usato per riferirsi al gruppo di isole circostanti, che costituiscono i resti di un'isola molto più grande costituita, prima della catastrofica eruzione del 1883, da 3 distinti picchi vulcanici. Nel ventunesimo secolo il centro dell'attività eruttiva è il vulcano detto Anak Krakatau (figlio del Krakatoa, in indonesiano).
È conosciuto per la violentissima eruzione avvenuta il 27 agosto 1883, che sprigionò un'energia pari a 200 megatoni (circa 4 volte quella della Bomba Zar) e che provocò quello che presumibilmente fu il rumore più forte mai udito sul pianeta in epoca storica, un boato che sarebbe stato avvertito a quasi cinquemila km di distanza. L'esplosione ridusse in cenere l'isola sulla quale sorgeva il vulcano e scatenò un'onda di maremoto alta 40 metri che correva alla velocità di 300 km/h.

## Origine del nome
La prima menzione dell'isola nel mondo occidentale fu in una mappa di Lucas Janszoon Waghenaer, che segnalava l'isola "Pulo Carcata" ("Pulo" è una forma di pulau, "isola" in lingua indonesiana). Ci sono due pronunce, Krakatoa e Krakatau, che sono entrambe accettabili. Krakatoa è nel complesso la più comune, sebbene Krakatau tenda ad essere preferita dagli indonesiani. L'origine della parola Krakatoa è sconosciuta, ma può essere il risultato di un errore tipografico fatto dagli inglesi quando descrissero l'eruzione improvvisa del 1883.
Ci sono diverse teorie sull'origine della parola indonesiana Krakatau. Essa può essere stata un esempio di onomatopea, che si deve al suono dei numerosi pappagalli che abitavano l'isola. In alternativa, il nome può essere una derivazione dal sanscrito karkataka, che significa "aragosta" o "granchio". C'è anche un credo popolare per cui la parola Krakatau fu erroneamente adottata quando un capitano di una nave in visita chiese ad un indigeno quale fosse il nome dell'isola, e quest'ultimo rispose dicendo "Kaga tau", che è una frase in dialetto batavo che significa "non lo so".

## Storia

Evoluzione delle isole che circondano il Krakatoa tra 1880 e il 2005. Da notare la crescita costante di Anak Krakatoa dopo l’eruzione del 1883.

Nel febbraio 1780 le flotte dell'HMS Resolution e dell'HMS Discovery, sulla via del ritorno dopo la morte del capitano James Cook alle Hawaii, si fermarono per alcuni giorni a Krakatoa. Trovarono due sorgenti sull'isola: da una sgorgava acqua fresca e dall'altra acqua molto calda. Descrissero i nativi che allora vivevano sull'isola come “amichevoli” e fecero diversi disegni. Nel suo giornale John Ledyard chiama l'isola Cocoterra.
Nel 1809 gli olandesi stabilirono una colonia penale sulle isole. Non si hanno informazioni su dove fosse collocata esattamente. Fu operativa per circa un decennio. Nel 1880 Rogier D.M. Verbeek compì un rilievo ufficiale delle isole e pubblicò un resoconto globale nel 1884-1885. Ciò si rivelò utile nell'analisi dell'impatto geologico e biologico dell'eruzione del 1883.

## Geografia
Prima dell'eruzione del 1883 il Krakatoa era composto da tre isole principali: Rakata, Lang ("lunga", ora chiamata Rakata Kecil o Panjango) e Verlaten ("abbandonata" o "deserta", ora nota come Sertung), che erano ciò che restava dei bordi di una grande caldera formata da un'antica eruzione, e da Krakatoa stessa, un'isola di 9 km di lunghezza e 5 km di larghezza. C'erano anche altre tre piccole isole ricoperte di alberi in prossimità di Lang, chiamate Poolsche Hoed ("cappello polacco", apparentemente per l'aspetto che avevano viste dal mare), e molte piccole rocce o scogli tra Krakatoa e Verlaten.
Su Krakatoa erano presenti tre coni vulcanici: da sud a nord, Rakata (823 m), Danan (445 m) e Perboewatan (122 m); Danan probabilmente era un vulcano doppio.
In seguito all'eruzione del 1883 l'isola di Rakata quasi cessò di esistere, dal momento che oltre due terzi della superficie furono polverizzati e il fondo dell'oceano che la circondava fu drasticamente alterato. Due isole vicine, Verlaten e Lang, incrementarono la loro superficie. La cenere vulcanica continua a costituire una parte significativa della composizione geologica di queste isole.

## Eruzioni

### L'evento del 416 d.C.
Sul Libro dei Re giavanese (Pustaka Raja) vi è testimonianza che nell'anno 338 Saka (416 d.C.)
 Non esiste tuttavia evidenza geologica di un'eruzione del Krakatoa di questa portata in quell'epoca; la fonte potrebbe descrivere la perdita della striscia di terra che precedentemente univa Giava a Sumatra attraverso quella che ora è l'estremità orientale dello Stretto della Sonda; oppure potrebbe trattarsi di un errore di data, e fare riferimento ad un'eruzione avvenuta non nel 416 d.C. ma nel 535 d.C., riportata anch'essa nel Libro dei Re giavanese, e per la quale esiste evidenza geologica e alcune fonti storiche che l'avvalorano.

### L'evento del 535 d.C.
David Keys e altri hanno postulato che la violenta eruzione occorsa probabilmente nel 535 d.C. potrebbe essere stata responsabile dei cambiamenti climatici globali occorsi nel 535 e nel 536. Keys esplora quelli che crede essere gli effetti radicali e di ampia portata di una presunta eruzione nel VI secolo nel suo libro “Catastrophe: an investigation into the origins of modern civilization”. Inoltre in tempi recenti si è dibattuto sul fatto che sarebbe stata questa eruzione a creare le isole di Verlaten e Lang (i resti delle isole originarie) e a provocare la nascita di Rakata – tutti indicatori delle dimensioni della vecchia caldera del Krakatoa. Tuttavia sembrano esistere pochi residui databili di materiale espulso durante questa eruzione, anche se esistono molte evidenze circostanziali.

### L'eruzione del 1883
Il Krakatoa tornò in attività con la catastrofica eruzione del 1883; precedentemente, almeno due navigatori olandesi riportarono che Danan e Perboewatan furono viste eruttare nel maggio 1680 e nel febbraio 1681.
L'eruzione del 1883, verificatasi tra maggio e agosto di quell'anno, fu una delle maggiori della storia della vulcanologia. Sviluppò una potenza di 200 megatoni ed espulse circa 21 chilometri cubi di roccia, cenere e pietra pomice, generando un boato tra i più forti mai registrati dall'essere umano. L'esplosione del cataclisma fu distintamente ascoltata fino ad Alice Springs in Australia, e a Rodrigues vicino all'isola Mauritius, e il riverbero delle onde atmosferiche fu avvertito in tutto il mondo. Centinaia di villaggi furono devastati, 36.000 persone morirono e molte migliaia di persone furono ferite dall'eruzione, di cui gran parte a causa dello tsunami che seguì la tremenda esplosione.
L'eruzione del 1883 distrusse i due terzi del territorio che allora era l'isola di Krakatoa. Gli effetti, soprattutto climatici, si sentirono in tutto il pianeta per parecchi anni successivi.

### Eruzioni successive

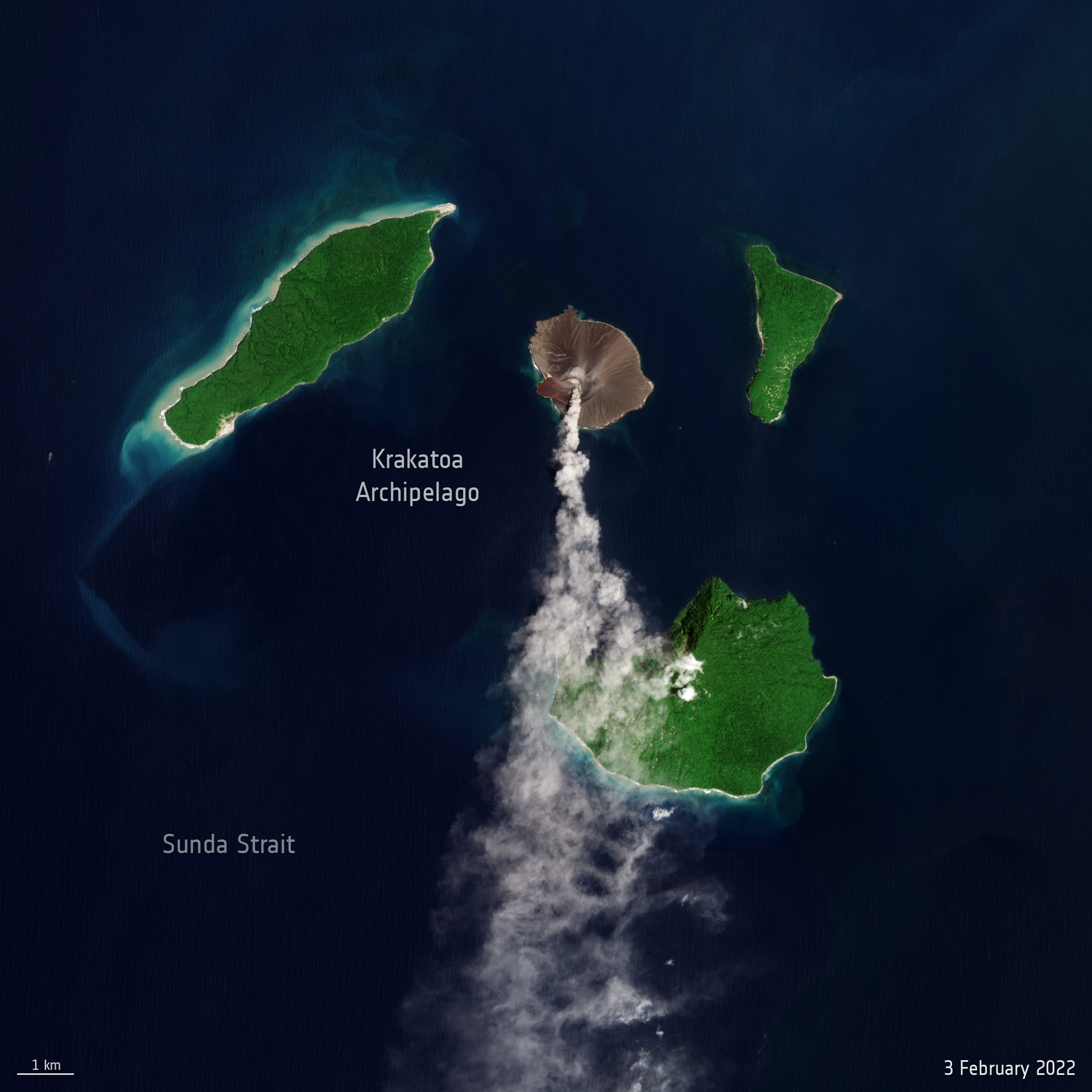
Eruzione del febbraio 2022, ripresa dal satellite Copernicus Sentinel-2 dell'Agenzia spaziale europea

Nuove eruzioni del vulcano, dal 1927, hanno fatto emergere una nuova isola, detta Anak Krakatau (figlio di Krakatoa). L'attività vulcanica del Krakatoa, o di quello che ne rimane visibile, ha continuato ad essere presente, come ad esempio nel 2018. Da allora periodi di calma di alcuni giorni si sono alternati a eruzioni pressoché continue, intervallate occasionalmente da esplosioni di maggiori dimensioni.
Dagli anni cinquanta l'isola ha aumentato la sua altezza ad un ritmo medio di 13 centimetri alla settimana. Studi del 2005 indicavano che l'attività di Anak Krakatau è in incremento continuo. Questo vulcano ha ricominciato a eruttare ancora nell'ottobre e nel novembre 2007, liberando gas caldi, rocce e lava. Gli scienziati che monitorano l'attività del vulcano hanno allertato le persone, chiedendo di mantenersi a una distanza dall'isola superiore a 3 km. Nel luglio del 2018 una nuova serie di eruzioni esplosive ha interessato Anak Krakatau, mentre una più imponente, il 22 dicembre dello stesso anno, ha causato un bilancio provvisorio di 430 morti, 1.495 feriti e 159 dispersi con uno tsunami provocato da una frana sottomarina. Il 10 aprile 2020, verso le 10:00 locali, si è avuta una nuova eruzione. Il suo rumore è stato avvertito a Giacarta, distante 150 chilometri, ed ha creato una colonna di fumo e cenere alta circa 500 metri. Dopo un breve periodo di inattività, l'Anak Krakatau ha ripreso ad eruttare il 3 febbraio 2022.